# Frank Gray
Francis Tierney "Frank" Gray, född 27 oktober 1954 i Glasgow, Skottland, är en skotsk före detta professionell fotbollsspelare och manager. Han var framgångsrik vänsterback och mittfältare  i Leeds United där han spelade 405 matcher och gjorde 35 mål och som dessutom spelade för Nottingham Forest, Sunderland och Darlington under 1970- och 1980-talet. Han spelade totalt 644 ligamatcher och gjorde 48 mål under en spelarkarriär som varade från 1972 till 1992.
Han spelade dessutom i skotska landslaget 32 gånger och gjorde 1 mål.
Efter karriären som spelare så fortsatte han som manager och är för närvarande manager i Bashley.